# Palais de la Nation (Kinshasa)
Pour les articles homonymes, voir Palais de la Nation.
 (septembre 2015).
Si vous disposez d'ouvrages ou d'articles de référence ou si vous connaissez des sites web de qualité traitant du thème abordé ici, merci de compléter l'article en donnant les références utiles à sa vérifiabilité et en les liant à la section « Notes et références ».
Le palais de la Nation de Kinshasa (commune de Gombe) est l'actuelle résidence officielle du président de la république démocratique du Congo depuis 2001.

## Histoire
À l'origine, le Palais de la Nation est la résidence du gouverneur général, le plus haut fonctionnaire colonial et représentant du roi des Belges dans la colonie. Le bâtiment n'est cependant pas achevé à temps et devient plus tard le siège du parlement congolais et, de fait, le symbole du nouvel État indépendant.
Le Palais de la Nation a connu une genèse longue et complexe. Le premier projet, dessiné en 1924 par un architecte d'État, illustre clairement les ambitions de l'époque. Il prenait pour modèle l'architecture de style Beaux-Arts du musée royal de l'Afrique centrale à Tervuren et du château de Laeken à Bruxelles en Belgique. Il faut attendre 1956 pour la pose de la première pierre car deux concours ont été organisés, auxquels ont participé quelques architectes de renom. Marcel Lambrichs est désigné lauréat du deuxième concours. Son projet correspond parfaitement au projet de ville mégalomane[non neutre] de Georges Ricquier (1902-1963) pour « Le Grand Léo » des années 1940.
En dépit de son passé colonial, le bâtiment s'est avéré à même de devenir un symbole national puissant pour le pays. Le Palais de la Nation représente un lieu à haute valeur symbolique dans l'histoire de la république démocratique du Congo. Implanté le long du fleuve Congo, il s'ouvre sur une place où trônait la statue équestre du roi Léopold II. Enlevée en 1967[réf. souhaitée], dans le cadre de la campagne pour « un retour à l'authenticité » mené par le président Mobutu Sese Seko, la place accueille désormais un mausolée, érigé entre janvier 2001 et janvier 2002, en l'honneur du président Laurent-Désiré Kabila.
Le Palais est devenu un lieu de mémoire congolaise, c'est en effet dans ce lieu que s'est tenu le 30 juin 1960, jour de la proclamation de l'indépendance du Congo par le parlement belge, en présence du roi Baudouin, le discours de Patrice Lumumba, dénonçant le gouvernement colonial belge.
Le nouveau Parlement de la jeune république du Congo (nom officiel du Congo-Léopoldville à l'époque) y prend ses quartiers jusqu'au déménagement au palais du Peuple où il réside actuellement. Joseph Kabila s'y est installé après avoir occupé temporairement la Cité de l'Union africaine.
Le maréchal Mobutu Sese Seko résidait au palais du mont Ngaliema et Laurent-Désiré Kabila au palais de Marbre.
Les trois prestations de serment de Joseph Kabila y ont eu lieu en 2001 lors de son arrivée au pouvoir, en 2003 après la signature de l’accord Global et Inclusif mettant fin à la deuxième guerre du Congo et enfin le 6 décembre 2006 après son élection lors de la première élection présidentielle de la troisième République du pays face à Jean-Pierre Bemba.